# Тегови
Тегови су врста реквизита у теретани који се дижу рукама и на тај начин ојачавају руке, рамена, леђа или груди. Обично се користе у пару, а могу и појединачно, на пример када се једна рука користи за ослонац, па је није могуће користити за вежбу.
У Античкој Грчкој за вежбе су се користили реквизити звани халтери (грч. ἁλτῆρες) који су била претеча тегова. Такође су се користили као терет при скоку удаљ.